# Хоровица
Хоровица (укр. Хоровиця) — село в Славутском районе Хмельницкой области Украины.
Население по переписи 2001 года составляло 104 человека. Почтовый индекс — 30065. Телефонный код — 3842. Занимает площадь 2,8 км². Код КОАТУУ — 6823986805.

## Местный совет
30065, Хмельницкая обл., Славутский р-н, с. Полянь